# Ernesto Aloia
Ernesto Aloia (Belluno, 5 dicembre 1965) è uno scrittore italiano.

## Biografia e opere
Laureato in lettere, vive a Torino. Il suo primo racconto, dal titolo Nel cortile in un angolo d'ombra, è stato pubblicato nel 1995 su Maltese Narrazioni.
Per minimum fax ha pubblicato nel 2003 Chi si ricorda di Peter Szoke?, una raccolta di cinque racconti (Le notti cieche, Pavel, Concentrazione, Non aspettatevi troppo dalla fine del mondo, Giorni di un uomo sottile ).
Nel 2006, sempre per minimum fax, pubblica Sacra fame dell'oro (il titolo è tratto dalla Divina Commedia di Dante Alighieri, dal canto XXII del Purgatorio, v. 40), una raccolta di altri quattro racconti (La situazione, Missilistica per dilettanti, Punto di domanda, Locuste ), vincitrice della XX edizione del premio letterario "Montà d'Alba - C. Cocito" . Il racconto La situazione è stato pubblicato in precedenza nella raccolta La qualità dell'aria. Storie di questo tempo (2004), a cura di Nicola Lagioia e Christian Raimo.
Nel 2007 esce il suo primo romanzo, I compagni del fuoco (Rizzoli).
Nel 2011 esce il suo secondo romanzo, Paesaggio con incendio (minimum fax).
Nel 2018 esce il suo terzo romanzo, La Vita Riflessa (Bompiani).
Altri suoi scritti sono in Piersandro Pallavicini, Riviste anni '90: l'altro spazio della nuova narrativa, (Fernandel) (1999),   in AA.VV., Castel del Rio 1944: tra la Linea Gotica e Monte Battaglia, (La mandragora) (2003)  e in Giovanni Tesio, Narrar per valli: scrittori dalla valle della scienza al Po, Novara, Interlinea, 2012.
Il suo racconto  Lo sa il cielo quanto sono triste è apparso su Nazione Indiana
Il suo racconto  Contatti è apparso sulla rivista online Snaporaz.
È stato redattore nella rivista letteraria Maltese Narrazioni, uscita dal 1989 al 2007, su cui ha anche pubblicato diversi racconti.
La sua ultima opera è Camere oscure, pubblicata con hopefulmonster editore nel 2024.

## Opere
- Chi si ricorda di Peter Szoke?, minimum fax, 2003. Raccolta di racconti.
- Sacra fame dell'oro, minimum fax, 2006. Raccolta di racconti.
- I compagni del fuoco, Rizzoli, 2007, romanzo.
- Paesaggio con incendio, minimum fax, 2011, romanzo.
- La vita riflessa, Bompiani, 2018, romanzo.
- Camere oscure, hopefulmonster editore, 2024, romanzo breve.